# Tommy McDonald
College Football Hall of Fame 1985
Pro Football Hall of Fame 1998
(en) Statistiques sur pro-football-reference
Thomas Franklin McDonald, né le 26 juillet 1934 à Roy (Nouveau-Mexique) et mort le 24 septembre 2018 à Audubon (Pennsylvanie), est un sportif professionnel américain de football américain ayant joué au poste de wide receiver dans la National Football League (NFL) de 1957 à 1968. 
Champion de la NFL en 1960 avec les Eagles de Philadelphie, il est sélectionné au cours de sa carrière deux fois dans la première équipe All-Pro (1959 et 1960) et trois fois dans la deuxième équipe (1959, 1961, 1962). Il participe à six Pro Bowl (1958–1962, 1965) et se classe meilleur receveur au nombre de yards gagnés en 1961, et deux fois meilleur receveur au nombre de touchdowns inscrits (1958 et 1961). Il est intronisé au Hall of Fame des Eagles de Philadelphie et fait partie de l'équipe du 75e anniversaire de cette franchise.
Il a également joué pour les Cowboys de Dallas (1964), les Rams de Los Angeles (1965-1966), les Falcons d'Atlanta (1967) et les Browns de Cleveland (1968).
Au niveau universitaire, il a joué pour les Sooners de l'université de l'Oklahoma pendant quatre saisons (1954-1957) dans la NCAA Division I FBS où il remporte les championnats 1955 (en) et 1956 (en). Il est sélectionné à deux reprises dans la première équipe de la Bog Ten Conference (1955, 1956) et à une reprise dans la première équipe All-American (1955). Reconnu par consensus joueur All-American en 1956, il est désigné meilleur joueur de la saison 1956 par Sporting News et se voit décerner le Maxwell Award 1956.
En 1998, il est intronisé au Pro Football Hall of Fame après avoir été intronisé au College Football Hall of Fame en 1985